# Carlo Salamano
Carlo Salamano (ur. w 1890 roku w Turynie, zm. 19 stycznia 1969 roku w Turynie) – włoski kierowca wyścigowy.

## Kariera
W swojej karierze wyścigowej Salamano pojawiał się głównie w stawce wyścigów zaliczanych do cyklu Grand Prix, w których korzystał z samochodów FIATa. W 1923 roku Włoch odniósł zwycięstwo w Grand Prix Włoch, rozgrywanym jako Grand Prix Europy.